# 中国共产党第十七届中央委员会候补委员列表
中国共产党第十七次全国代表大会於2007年10月15日至21日在北京召開。大會選舉產生了167名中國共產黨第十七屆中央委員會候補委員。

## 委員列表
（按得票多少為序排列） 
王新宪（2008年10月遞補中央委員）、焉荣竹（2010年10月遞補中央委員）、王学军（2012年11月遞補中央委員）、王建平（2012年11月遞補中央委員）、刘石泉、杜宇新、符跃兰（女，黎族）、马飚（壯族）、王光亚、旦科（藏族）、朱小丹、全哲洙（朝鮮族）、李玉妹（女）、张连珍（女）、林左鸣、罗正富（彝族）、罗志军、郑立中、赵宪庚、袁荣祥、黄建国、申维辰、任亚平、刘慧（女，回族）、刘振起、孫建國、李希、李买富、楊剛、楊松、余远辉（瑤族）、余欣荣、张成寅、张国清、张裔炯、陈存根、陈敏尔、努尔·白克力（維吾爾族）、林军、骆惠宁、黄康生（布依族）、魏凤和、于革胜、王伟光、艾虎生、朱发忠、刘学普（土家族）、刘振来（回族）、孙金龙、苏士亮、李长印、岳福洪、金振吉（朝鮮族）、秦银河、徐一天、薛延忠、王宪魁、巴音朝鲁（蒙古族）、叶冬松、史莲喜（女）、刘晓凯（苗族）、吴定富、张耕、张基尧、陈宝生、苗圩、林明月（女）、赵爱明（女）、胡泽君（女）、胡振民、咸辉（女，回族）、袁家军、息中朝、徐乐江、徐粉林、黄兴国、谌贻琴（女，白族）、王玉普、王國生（江蘇）、尤权、李金城、肖钢、肖亚庆、何立峰、张仕波、张晓刚、金壮龙、胡晓炼（女）、白春礼（滿族）、多吉（藏族）、劉偉、刘伟平、刘粤军、江泽林、李克（壯族）、李安東、冷溶、陈润儿、鹿心社、谢和平、王儒林、石大华、叶小文、吉林、苏树林、李康（女，壯族）、李崇禧、杨利伟、杨焕宁、张轩（女）、陈政高、武吉海（苗族）、项俊波、舒晓琴（女）、詹文龙、潘云鹤、刀林荫（女，傣族）、王荣、汤涛、李纪恒、宋爱荣（女）、張杰、陈左宁（女）、竺延风、骆琳、铁凝（女）、褚益民、蔡英挺、邢元敏、李鸿忠、陈川平、梅克保、曹清、焦焕成、雷春美（女，畲族）、翟虎渠、丁一平、闵维方、郭树清、王侠（女）、陈元、陈德铭、姜建清、郭声琨、董万才、蔡振华、王明方、沈素琍（女）、张岱梨（女）、陈全国、烏蘭（女，蒙古族）、付志方、夏宝龙、王安顺、吴显国、张瑞敏、赵勇、栗战书、车俊、蒋洁敏、王晓初、刘玉浦、王三运、殷一璀（女）、楼继伟、刘振亚、贾廷安